# Клонгал
Клонгал (англ. Clonegal; ирл. Cluain na nGall, «луг чужаков») — деревня в Ирландии, находится на границах графств Карлоу (провинция Ленстер) и Уэксфорд в районе пересечения дорог N9 и N80. Через реку Дерри у деревни есть поселение-близнец Уотч-Хаус-Виллидж.
Некогда в деревне и вокруг неё было 11 вискикурен, шерстяная и кукурузная лавки, а также полицейский участок. Рядом с деревней находится старый монастырь.

## Демография
Население — 231 человек (по переписи 2006 года). В 2002 году население составляло 193 человек.
Данные переписи 2006 года:
| Общие демографические показатели |               |                               |                               |      |      |
| Всё население                    | Всё население | Изменения населения 2002—2006 | Изменения населения 2002—2006 | 2006 | 2006 |
| 2002                             | 2006          | чел.                          | %                             | муж. | жен. |
| 193                              | 231           | 38                            | 19,7                          | 117  | 114  |